# Olha Korobka
Olha Wassyliwna Korobka (ukrainisch Ольга Василівна Коробка; * 7. Dezember 1985 in Bobrowyzja) ist eine ukrainische Gewichtheberin. Nach Angaben des Veranstalters der Olympischen Spiele in Peking wog die nachträglich von den Spielen disqualifizierte 1,81 m große Athletin im Wettbewerb fast 167 kg und war damit die schwerste teilnehmende Heberin. Bekannt wurde Korobka auch als Doping-Wiederholungstäterin.

## Karriere
Für die Ukraine gewann Olha Korobka drei Bronzemedaillen bei der Weltmeisterschaft 2003, Weltmeisterschaft 2006 und Weltmeisterschaft 2007. Bei den Europameisterschaften holte Korobka drei Goldmedaillen 2006, 2007 und 2008. Bei den Europameisterschaften 2010 belegte sie den zweiten Platz mit 273 kg (= 123 kg + 150 kg) hinter der Russin Tatjana Kaschirina, die bei einem um 76,20 kg geringeren Körpergewicht in der Gesamtwertung 297 kg (= 135 kg + 162 kg) erzielte. Auf Grund des hohen Körpergewichts würde Korobkas Leistung nach Relativpunkten, die im offiziellen Ergebnis mit angegeben sind, nur den 4. Platz bedeuten.
Ihre persönliche Bestleistung erreichte Korobka bereits bei den Weltmeisterschaften 2005 mit 287 kg im Zweikampf (127 kg + 160 kg), was damals nur für den 4. Platz hinter der leistungsgleichen aber leichteren US-Amerikanerin Cheryl Haworth reichte; die Leistung im Reißen bedeutete jedoch den dritten Platz.

## Doping-Wiederholungstäterin
Bei den Weltmeisterschaften 2011 wurde Olha Korobka positiv auf Metandienon getestet. Ihr Bronzemedaille wurde aberkannt und sie wurde vom Internationalen Gewichtheber-Verband (IWF) vom 13. November 2011 bis zum 13. November 2013 wegen Dopings gesperrt. 2016 gab das IOC bekannt, dass Korobka bereits bei den Olympischen Spielen 2008 in Peking gedopt war. Als Wiederholungstäterin wurde sie daraufhin nachträglich disqualifiziert und die unrechtmäßig erworbene Silbermedaille aberkannt.